# バレーボールベネズエラ女子代表
バレーボールベネズエラ女子代表（バレーボールベネズエラ じょしだいひょう）は、バレーボールの国際大会で編成されるベネズエラの女子バレーボールナショナルチームである。
1951年に国際バレーボール連盟へ加盟。

## 過去の成績

### オリンピックの成績
- 2004年 - 南米予選敗退
- 2008年 - 11位
- 2012年 -南米予選敗退

### 世界選手権の成績
- 1998年 - 南米予選敗退
- 2002年 - 南米予選敗退
- 2006年 - 不参加
- 2010年 - 南米予選敗退

### 南米選手権の成績
| - 1969年 - 4位 - 1973年 - 5位 - 1977年 - 7位 - 1979年 - 6位 - 1983年 - 4位 - 1985年 - 3位 | - 1987年 - 3位 - 1989年 - 4位 - 1991年 - 5位 - 1993年 - 3位 - 1995年 - 4位 - 1997年 - 4位 | - 1999年 - 4位 - 2001年 - 3位 - 2005年 - 4位 - 2007年 - 3位 - 2009年 - 6位 |  |